# Perštejn (hrad)
Perštejn (dříve Borschenstein) je zřícenina hradu na příkrém skalním ostrohu (466 metrů) nad stejnojmennou obcí asi tři kilometry západně od města Klášterec nad Ohří v okrese Chomutov. Od roku 1963 je chráněn jako kulturní památka. Dochovaly se rozsáhlé zbytky zdí.

## Historie
Hrad byl založen ve druhé polovině 13. století. Tomáš Durdík považoval za pravděpodobné zakladatele pány ze Šumburka, ale bývá uváděn také jejich příbuzný Boreš z Rýzmburka zmiňovaný v období 1248–1276 s odkazem na podobu jeho jména se starším názvem hradu. Jako první písemná zmínka o existenci hradu bývá uváděna zpráva z roku 1344 v souvislosti s Bedřichem ze Šumburka, pánem na Perštejně, ale publikace Urkundenbuch von Stadt und Kloster Bürgel obsahuje zmínku o Bedřichovi jako pánovi na Perštejně datovanou už k roku 1338.
Šumburkové roku 1352 přijali svá panství (Perštejn, Egerberk, Klášterec nad Ohří, Stráž nad Ohří, Prunéřov, Mikulovice aj.) jako léno od krále Karla IV. Během husitských válek docházelo ke sporům mezi bratranci Alešem ze Šumburka a Vilémem ze Šumburka, které skončily až rozdělením panství v roce 1431. Aleš získal hrad Perštejn s polovinou Přísečnice a Vilém kromě dalšího také Klášterec nad Ohří, Kadaň a založil hrad Šumburk. V roce 1446 Aleš ze Šumburka, člen strakonické jednoty, uzavřel z finančních důvodů lenní svazek se saským markrabětem Fridrichem a německá posádka hradu začala pustošit okolní statky pánů věrných králi Jiřímu z Poděbrad, mezi které patřil i jeho bratranec Vilém.

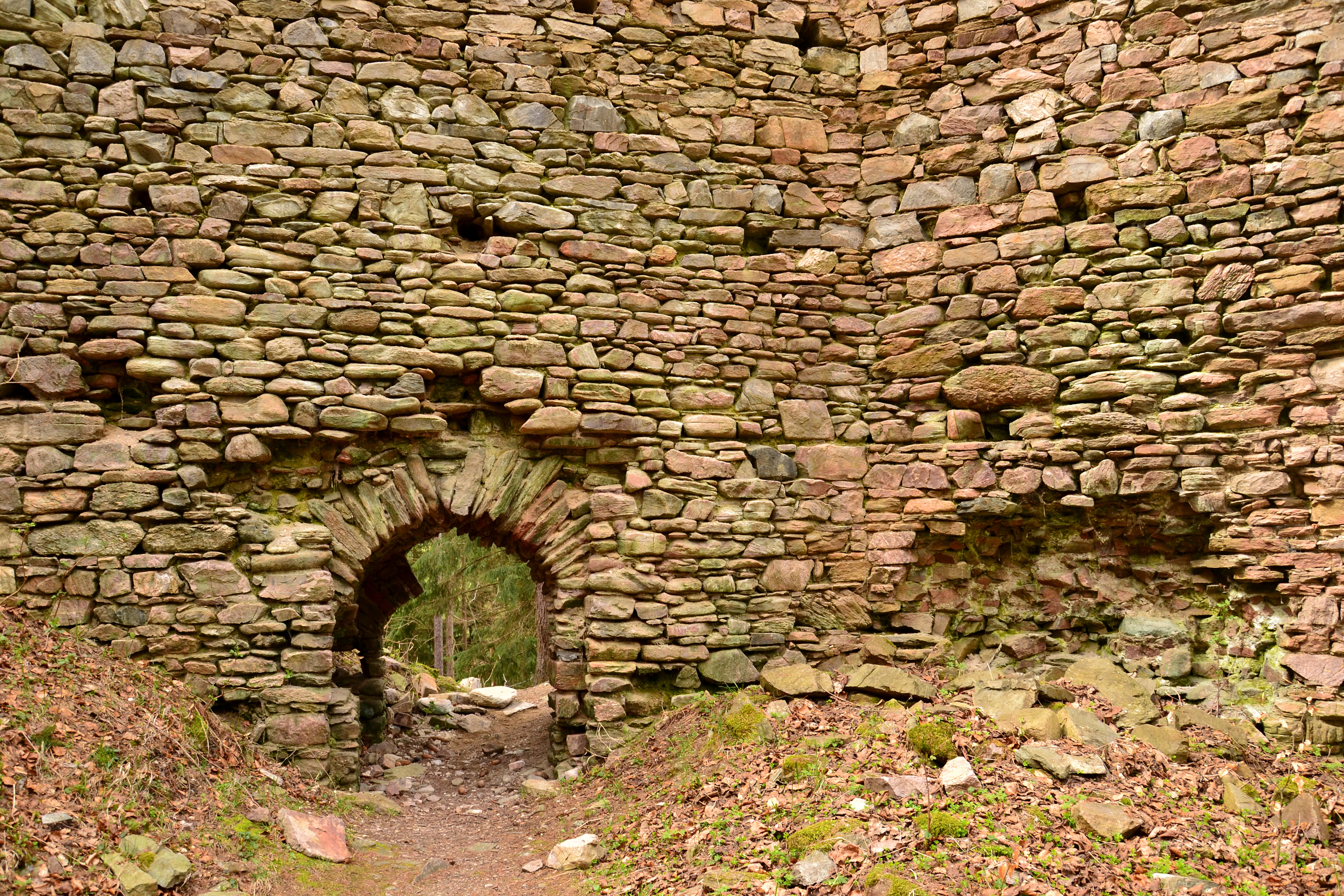
Branka v západní hradbě

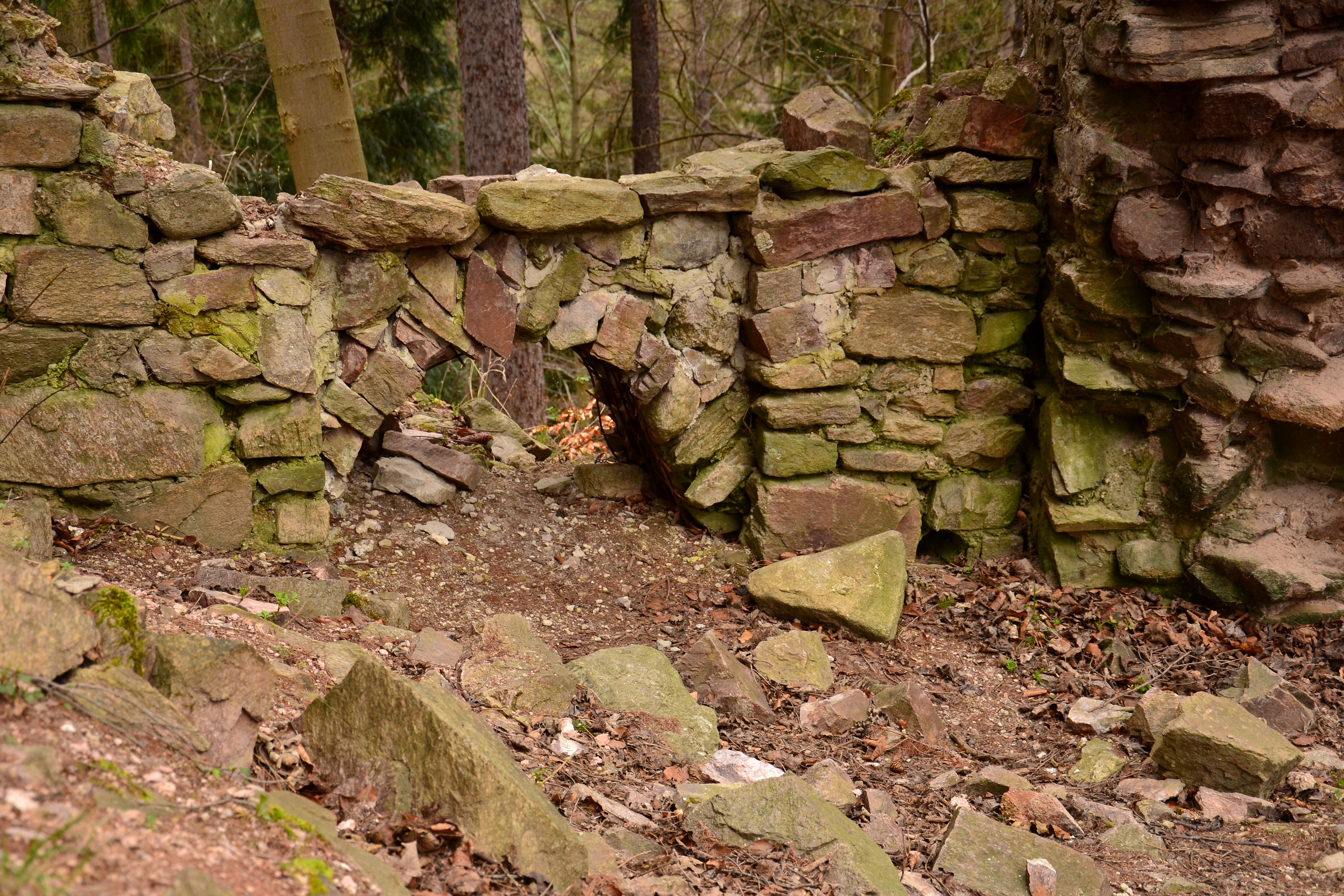
Branka mezi hradním jádrem a bergfritem

Po Alešově smrti (zemřel 1451), poručník Alešových synů, Bedřich ze Šumburka a Glouchova, nadále porušoval chebské příměří mezi Jiřím z Poděbrad a Saskem. Odvetou mu bylo vojenské tažení vedené Jakoubkem z Vřesovic, kterého se zúčastnili mimo jiné i Jan Calta z Kamenné Hory, Aleš a Petr ze Šternberka a města Žatec a Louny.
Podle Augusta Sedláčka začalo tažení proti Perštejnu 22. května a skončilo v lednu následujícího roku dobytím hradu a zajetím Bedřicha ze Šumburka. Aby se Bedřich vyhnul vězení, přenechal Perštejn zástupcům Žateckého kraje. Sám směl z hradu odvézt své věci s výjimkou potravin a posádka směla hrad volně opustit. Panství mělo nadále zůstat Alešovým synům, ale samotný hrad měl být pobořen a navěky opuštěn. Zda k poboření došlo není jisté, protože roku 1508 hrad stál. Podle lounské účetní knihy město poslalo k Perštejnu oddíl žoldnéřů, obléhací stroj nejasného typu, ochranný kryt a dělo. Město také žoldnéře zásobovalo potravinami: masem, hrachem, slaninou, rybami, chlebem, sýrem, vínem a pivem. Z účtů vyplývá, že hrad byl dobyt podstatně rychleji, nejspíše už v době od 4. do 10. července roku 1451.
Alešův syn Bedřich ze Šumburka v roce 1466 rozšířil perštejnské panství o vesnice zaniklého hradu Funkštejna. O čtyři roky později získal Trutnov a roku 1487 prodal své platy z Prunéřova, Mikulovic a Ciboušova Felixovi z Fictumu. V roce 1508 bratři Jan, Albrecht, Heřman a Karel ze Šumburka hrad prodali Albrechtovi z Kolovrat a ten záhy poté prodal panství i s hradem Oplovi z Fictumu, kterému tehdy patřil Šumburk a Klášterec nad Ohří. Perštejn však v roce 1530 hrad patřil Oplovu bratru Jiřímu, ale byl mu zkonfiskován spolu s ostatním majetkem za penězokazectví. Ferdinand I. Habsburský tehdy začal hrad zastavovat různým členům královské rady. Během správy hradu královskými úředníky hrad nezadržitelně pustl a v roce 1537 se o něm mluví již jako o zřícenině. Zříceninu a panství se v roce 1539 podařilo soudně získat třetímu Oplovu bratrovi Hanušovi, který však perštejnské panství natrvalo připojil k Šumburku a novým centrem panství se stal zámek v Klášterci nad Ohří.

## Stavební podoba

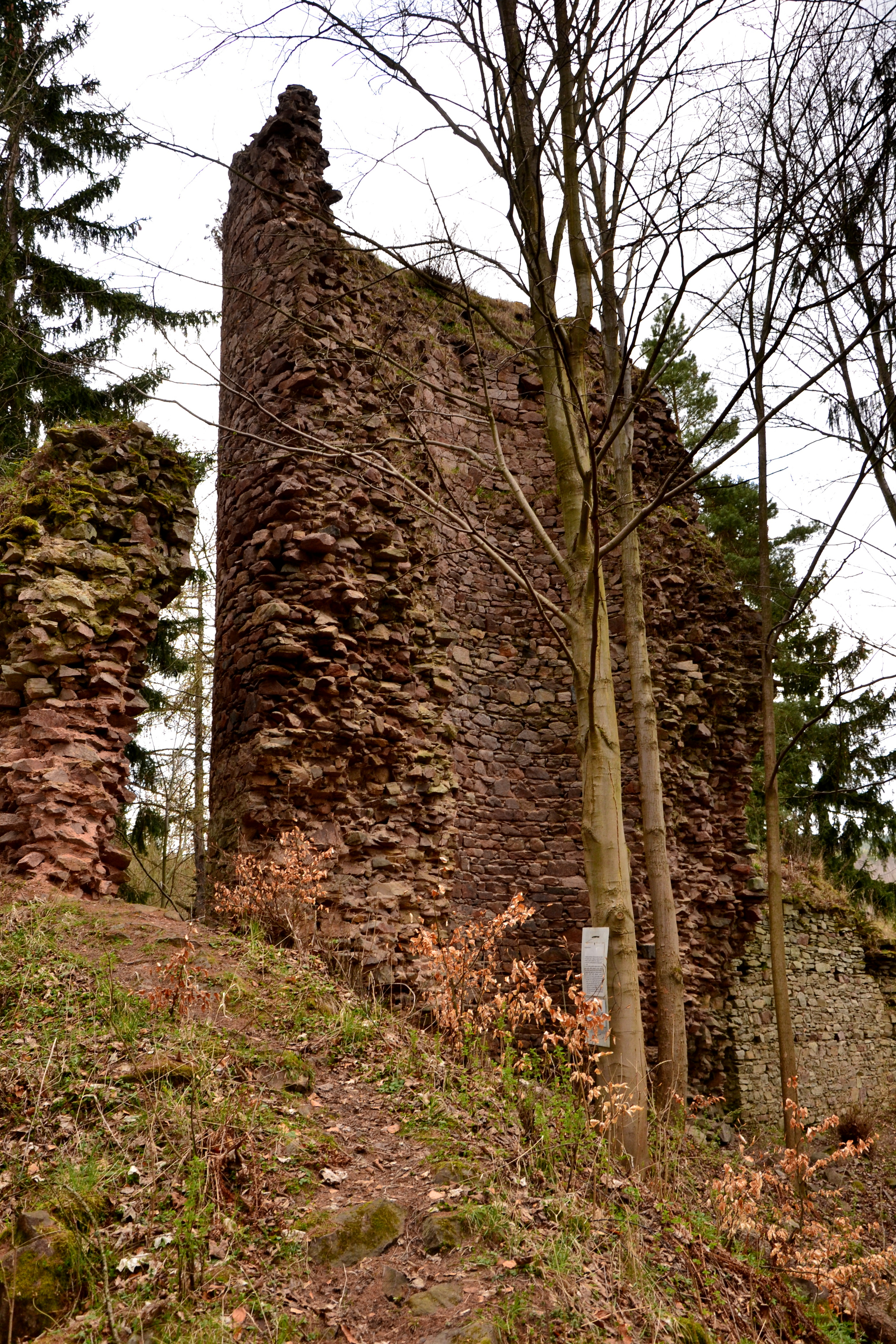
Bergfrit z okraje hradního jádra

Přístupová cesta se k hradu přibližovala od severu. Po překonání zdvojeného příkopu vstoupila na první nádvoří v dolní části hradu, ze které se dochovala zejména vysoká hradba na západní straně. Prolamuje ji malá branka do úzkého parkánu, který zesiloval opevnění této části hradu a který byl v nároží opatřen čtverhrannou, dovnitř otevřenou baštou. Na východní straně prvního nádvoří stála budova dochovaná v podobě malých fragmentů zdiva. Za ní vedla hradba vnějšího opevnění k jižní části hradu, kterou pod hradním jádrem zesilovala čtverhranná bašta. Tato hradba na jihu vytvářela baštovitý výstupek a pokračovala podle západní strany jádra k bergfritu. Jeho zbytky stojí, zapojeny do hradby prvního nádvoří, severně od jádra, ale v jeho těsné blízkosti. Věž tedy byla pravděpodobné přístupná po padacím můstku přímo z ochozu hradby jádra. V krátkém úseku zdi mezi jádrem a věží se dochovala z větší části zasypaná branka.
Nejstarší stavební fázi hradu představuje hradní jádro, které zaujalo nejvyšší část ostrožny. Mělo oválný půdorys, ale nepřehledná změť terénních reliktů a drobných zbytků zdí neumožňuje bez archeologického výzkumu určit jeho podobu. Zřejmě bylo bezvěžové a typově ho lze zařadit mezi hrady s plášťovou zdí.

## Obléhací tábor
Pozůstatky obléhacího tábora s rozlohou 0,69 hektaru se nachází asi 450 metrů severně od hradu, na hřbetu vybíhajícího z vrchu Vysoká. Na čelní straně tábora se nacházela oválná pevnůstka, boční strany vymezují strmé svahy a týl tábora chránilo 95 metrů dlouhé liniové opevnění se dvěma baštami. Jeho val měří maximálně 0,7 metru a tři metry široký příkop dosahuje hloubky jednoho metru. Pevnůstka má rozměry 11 × 11 metrů a obepíná ji 1,5 metru vysoký val a až tři metry široký příkop. S obléháním snad souvisí také povrchový útvar na Perštejnském Špičáku (407 metrů od hradu), jehož umístění ale vylučuje ostřelování. Mohl však kontrolovat přístupovou cestu k hradu.

## Galerie

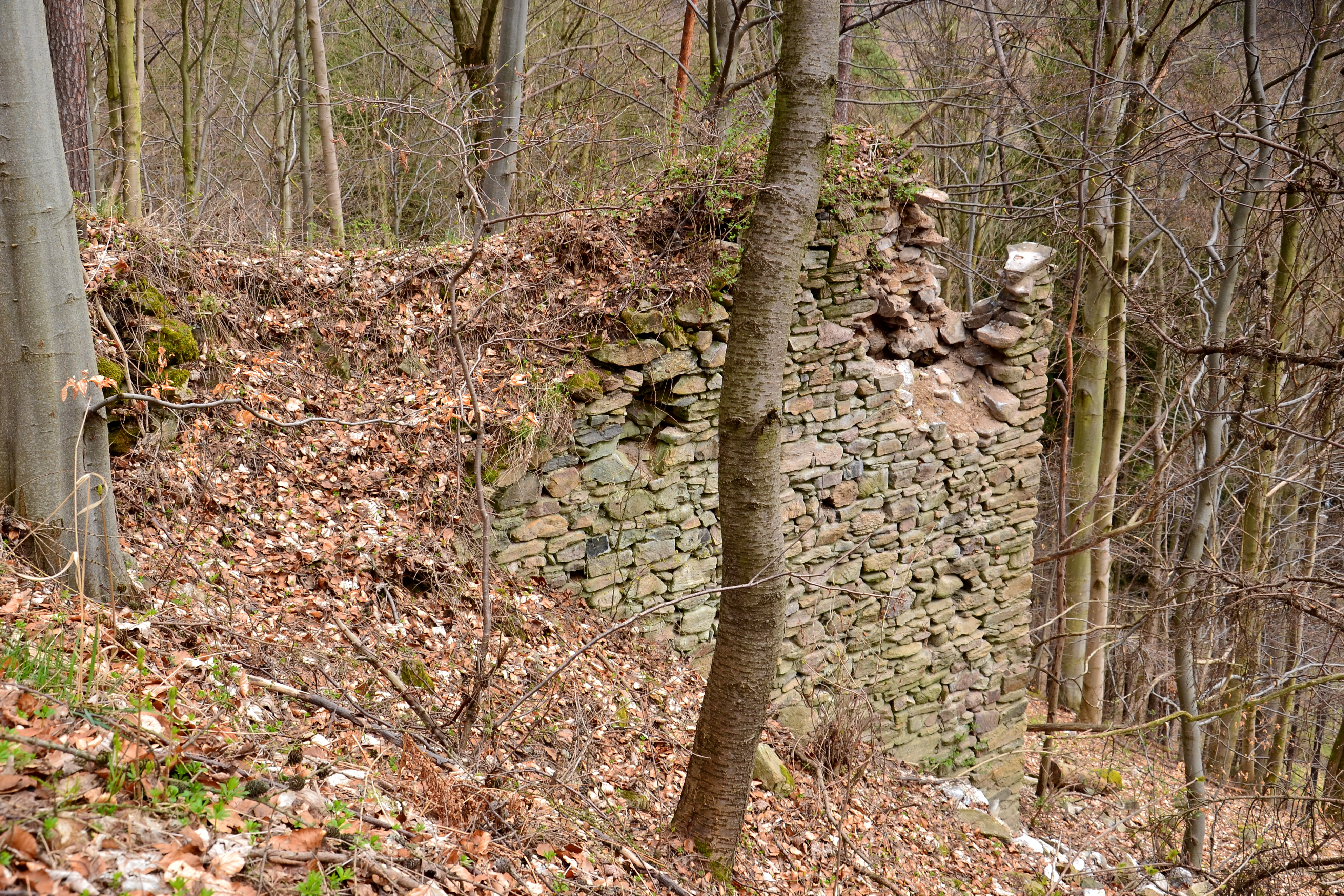
Bašta ve východní hradbě s čerstvou destrukcí zdiva
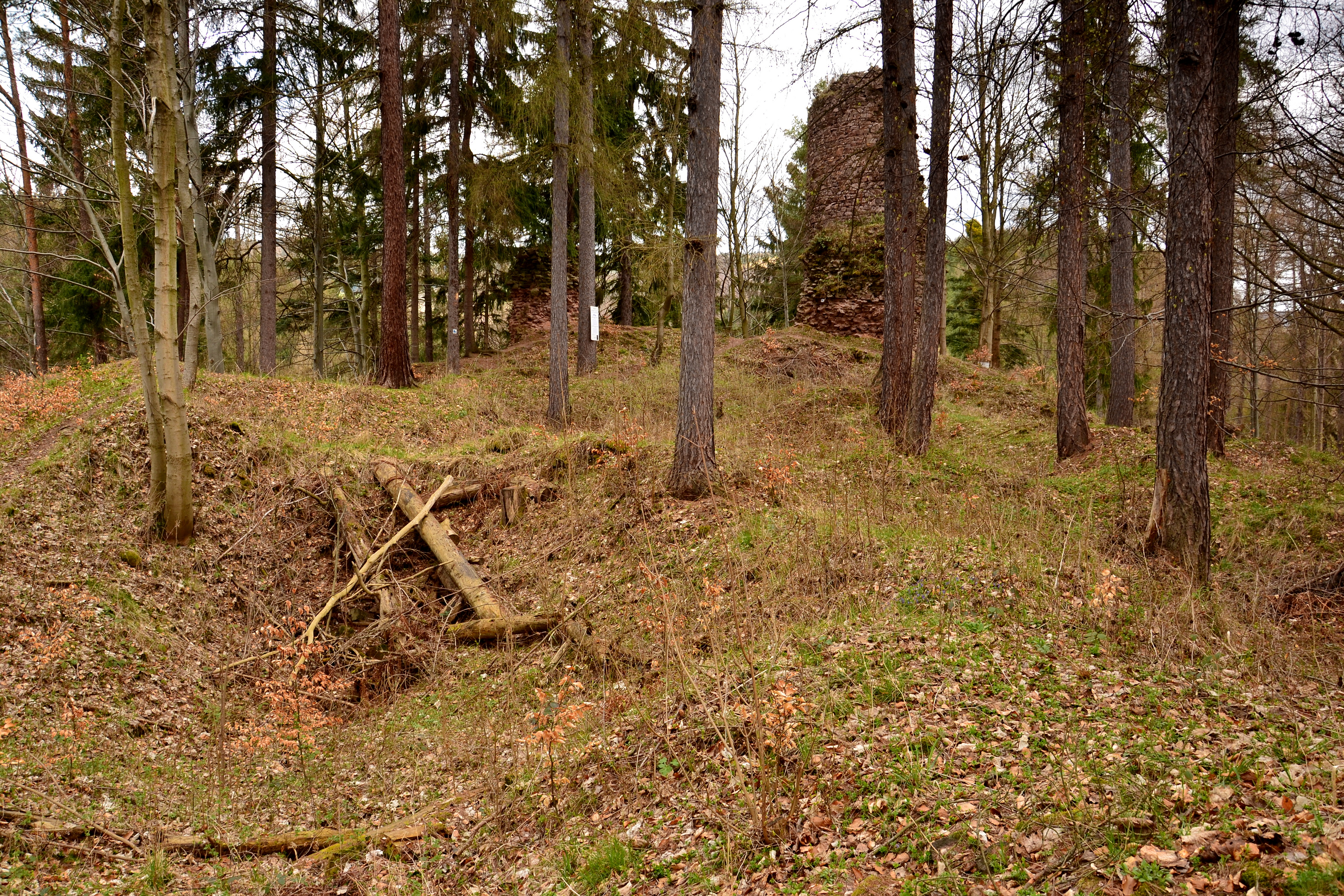
Prostor hradního jádra
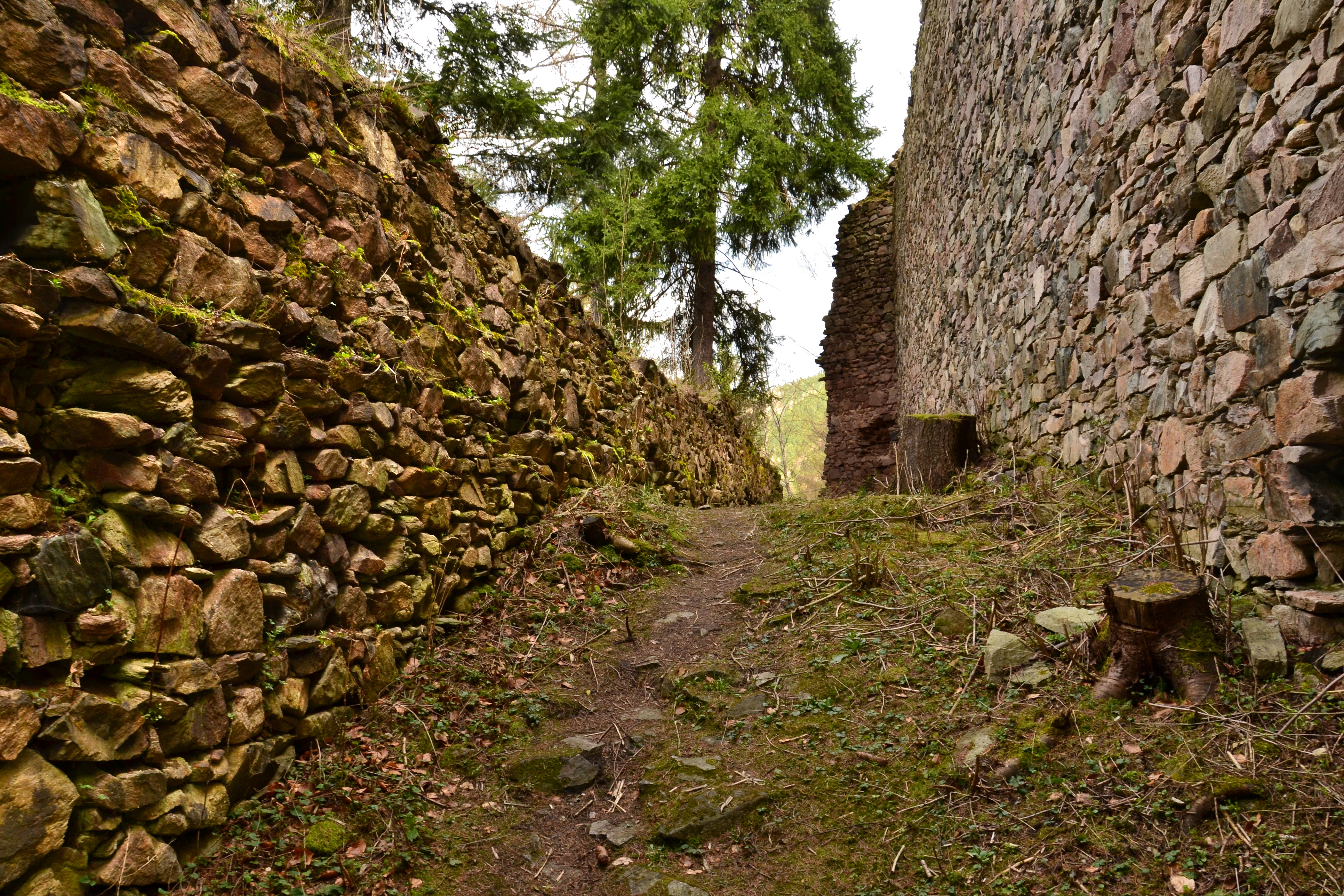
Parkán
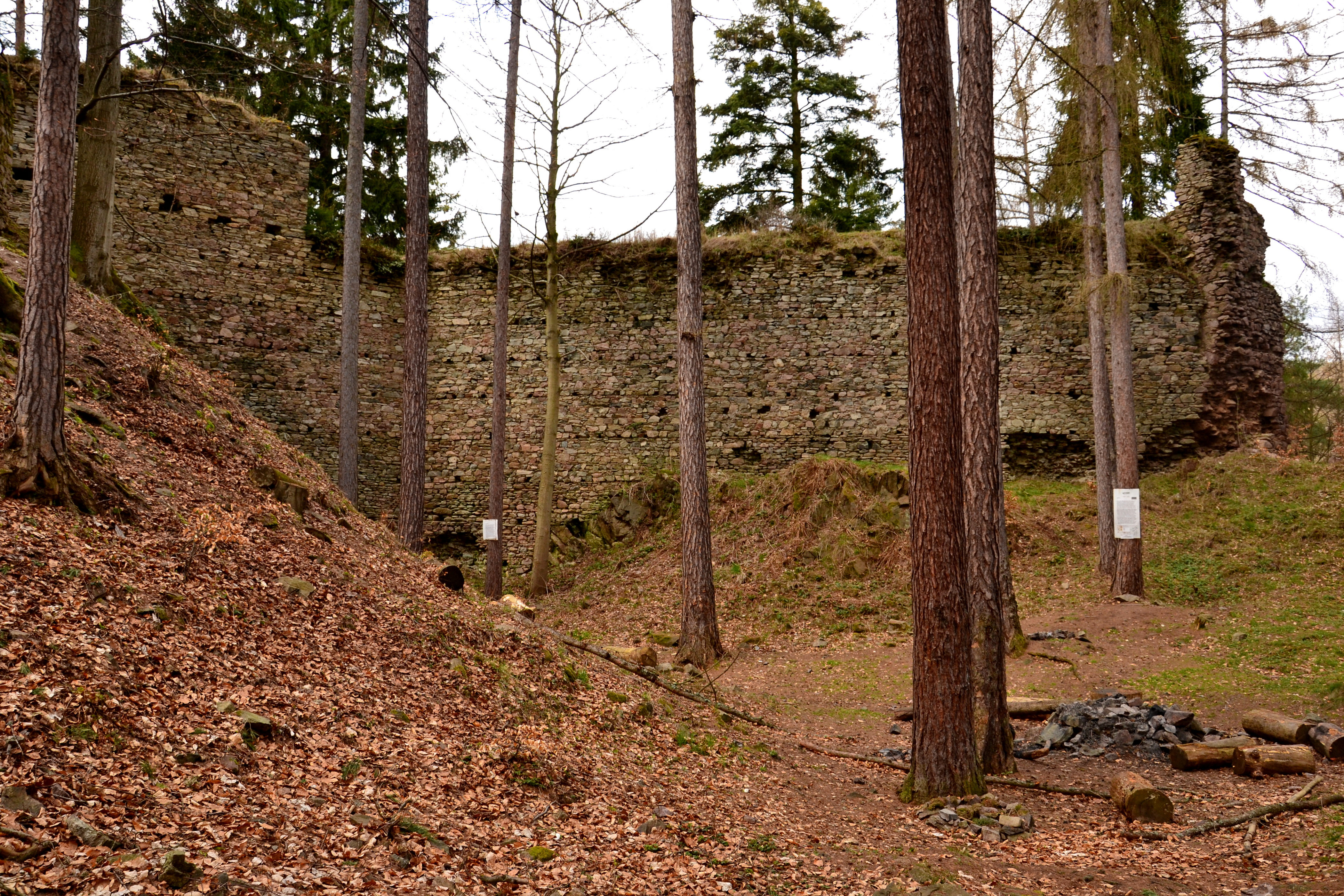
První nádvoří
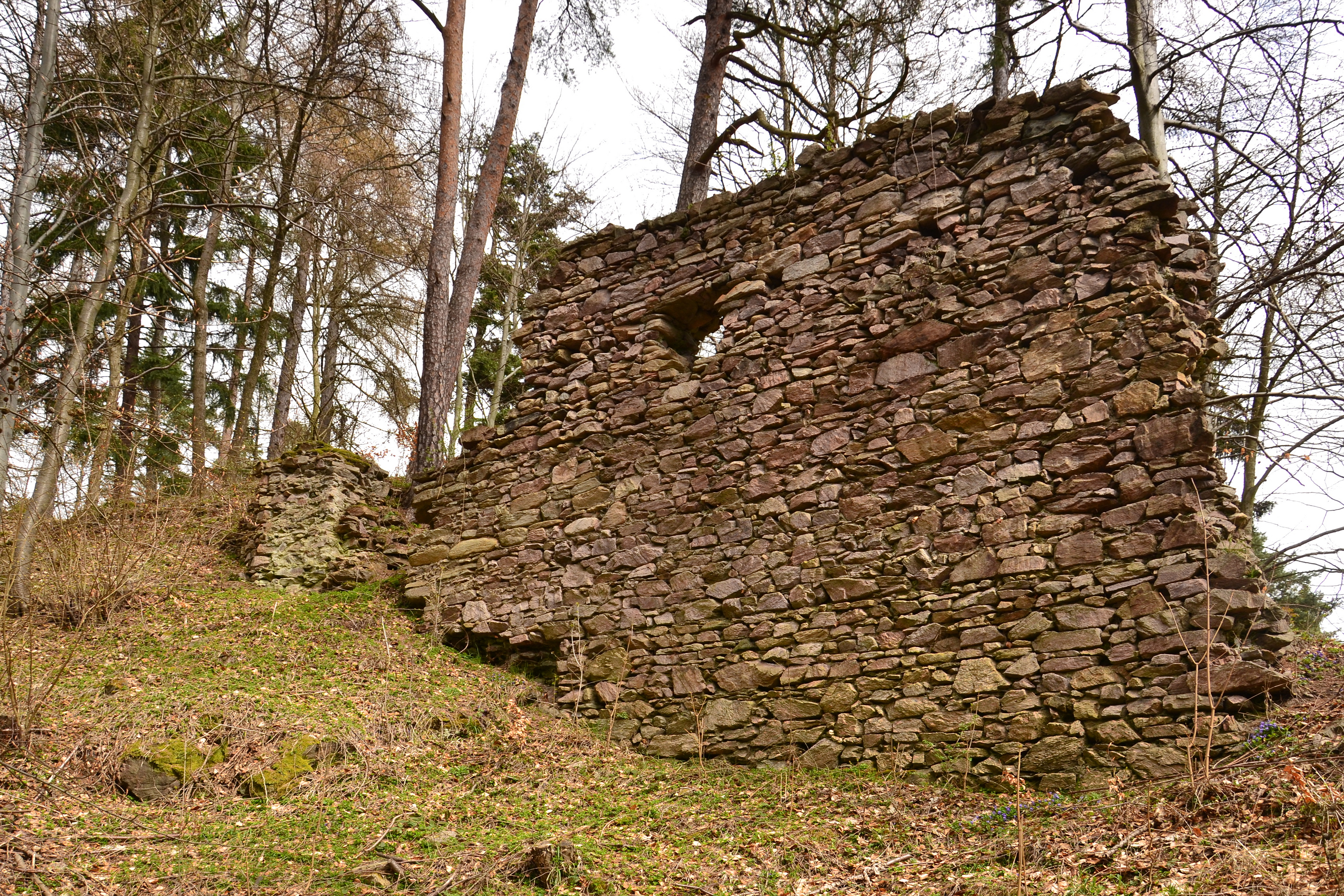
Západní hradba jižní části hradu